# Chapelle Saint-Amant de Cayres
Pour les articles homonymes, voir Chapelle Saint-Amant de Théziers.
La chapelle Saint-Amant est un édifice situé à Cayres, en France.

## Localisation
La chapelle est située sur le territoire de la commune de Cayres, au  lieu-dit de Chacornac, dans le département  de la Haute-Loire, en région Auvergne-Rhône-Alpes.

## Description
La chapelle avec son calvaire et son enclos constitue un ensemble caractéristique. L'édifice se base sur un plan à une seule nef orientée à deux travées de longueur inégale. Sur la façade ouest, en partie médiane, s'élève un clocher-mur à deux arcades, décoré en son sommet à pans coupés de trois têtes et de deux larmiers au niveau de l'appui des arcades. La chapelle, de structure romane, parait avoir été agrandie ou mise au goût du jour au XVe siècle avec la création d'une voûte d'ogives. La façade sud daterait du XVIIe siècle ou d'une période plus récente.

## Historique
La chapelle est inscrite au titre des monuments historiques par arrêté du 31 décembre 1985.

## Galerie

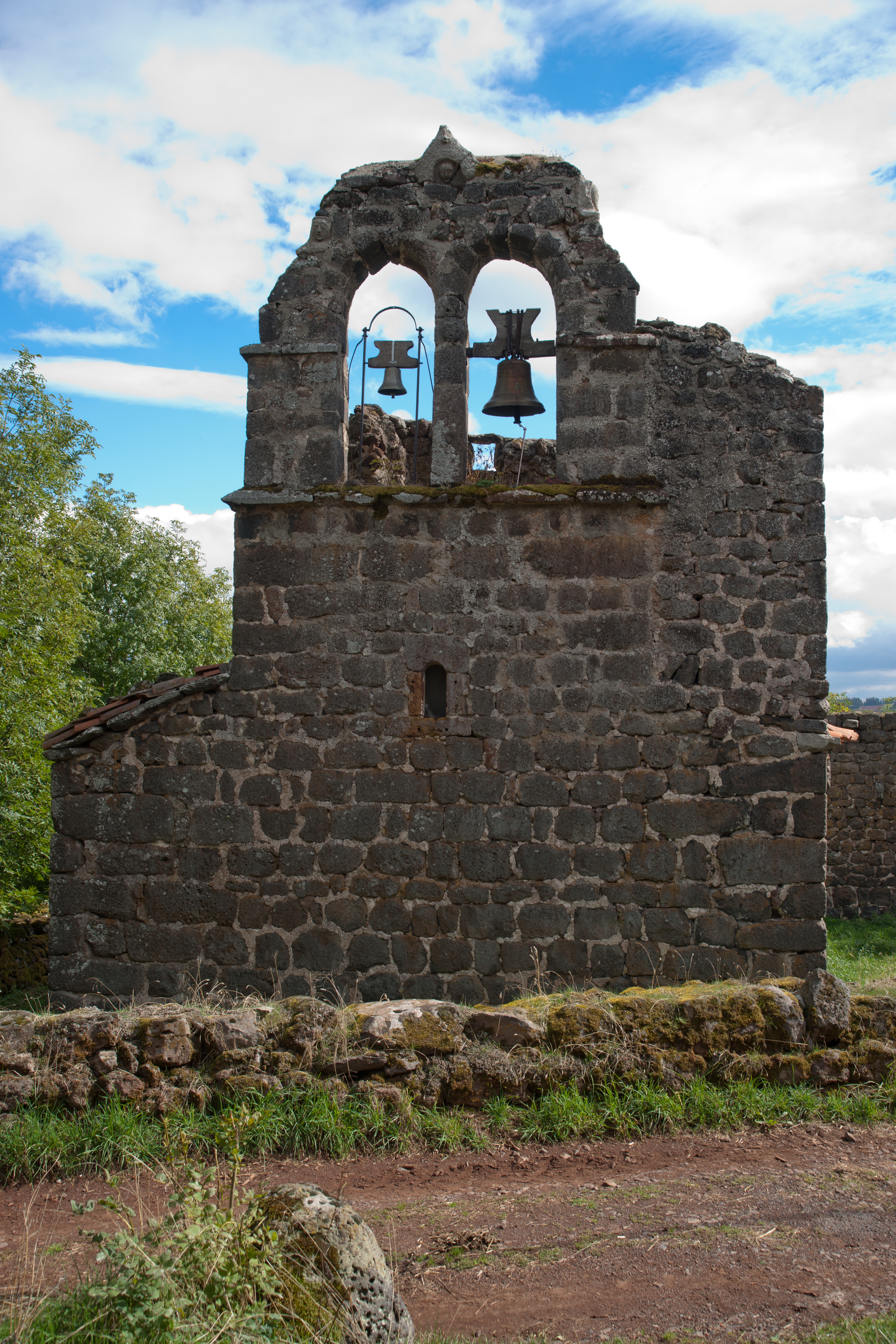